# شهيد منظور
شهيد منظور هو سياسي هندي، ولد في 1 ديسمبر 1955 في منطقة ميروت في الهند. نشط حزبياً في سماجوادي.